# Finales de la NBA de 2005
Las Finales de la NBA de 2005 fueron las series definitivas de los playoffs del 2005 y suponían la conclusión de la temporada 2004-05 de la NBA. San Antonio Spurs de la Conferencia Oeste se enfrentó a Detroit Pistons de la Conferencia Este por el título, con los Spurs con ventaja de campo. Las series se disputaron al mejor de siete partidos.
Los Spurs ganaron las series 4 a 3, consiguiendo el título en el séptimo y definitivo partido, serían las primeras finales que necesitan de siete partidos desde la de 1994. Los partidos fueron retransmitidos en Estados Unidos por la ABC, con Al Michaels y Hubie Brown como comentaristas.

## Camino a las finales
Los equipos que se iban a enfrentar en las finales eran considerados grandes equipos defensivos. San Antonio Spurs y Detroit Pistons estaban clasificados primero y segundo, respectivamente, como los equipos que menos puntos habían recibido durante la temporada regular. Aunque los Spurs eran además considerados capaces de conseguir grandes anotaciones en un partido, los Pistons no destacaban tanto por grandes anotaciones en la temporada regular.
En estas series se enfrentaron los dos anteriores campeones, algo que no sucedía desde las Finales de 1987. En aquellas series, la rivalidad entre Larry Bird y Magic Johnson estaba en su apogeo, y los Celtics y Lakers se enfrentarían después de haberse ganado entre ellos en las Finales de 1984 y 1985.
Voviendo a las Finales de 2005, los Spurs habían ganado dos campeonatos en (1999 y 2003), mientras Detroit había conseguido tres (1989, 1990 y 2004). El campeonato del 2004 fue una suerte para los redactores deportivos, ya que los Lakers eran considerados como uno de los equipos más ofensivos del momento, mientras que Detroit era considerado un gran equipo defensivo. En estas finales, Detroit pasaría a ser un equipo ofensivo y dominaría a los Lakers. Además por aquella época era conocida la tensión existente entre las superestrellas de los Lakers, Shaquille O'Neal y Kobe Bryant.
Los Spurs acabaron con cinco partidos por encima de los Pistons en la temporada regular. Ambos equipos se clasificaron para los playoffs como segundos en sus respectivas conferencias, con los Phoenix Suns líder del Oeste y Miami Heat número uno en el Este.

### San Antonio Spurs
Los Spurs pasaron sobre los playoffs con relativa facilidad, comparados con los Pistons. Derrotaron a Nuggets 4-1 en el comienzo de los playoffs. En estas series, después de ir perdiendo 1-0 después de un despiste en casa, ganaron los cuatro siguientes partidos. Seattle SuperSonics serían despachados en seis partidos. Phoenix Suns era para muchos la mejor baza para pasar a las finales de la NBA, y muchas leyendas de la NBA apostaron a que ganaría el título de la Conferencia Oeste. Pero contratio a todo esto los Spurs se pondrían 3-0, y después de que los Suns salvase en primer partido en el que puderon ser eliminados, cayeron en el quinto partido.

### Detroit Pistons
Los Pistons se encontraron con más adversidades. La primera ronda fue relativamente fácil, una victoria a cinco partidos frente a Philadelphia 76ers. En la siguiente fase, los Pistons se enfrentarían a Indiana Pacers, uno de los equipos más fuertes de la NBA por aquel entonces. Se esperaba que Indiana perdiese después del altercado del 19 de noviembre de 2004 ante Detroit Pistons; sin embargo, el equipo, liderado por un Reggie Miller a punto de retirarse, consiguió pasar de la primera ronda, derrotando al campeón de la División Atlántico, Boston Celtics. Los Pacers, a pesar de todos los obstáculos consiguieron poner a Detroit en un aprieto, pero en el partido 6, todas las esperanzas de los Pacers de Miller se fueron al traste y de esta manera carrera de Reggie acabó, no sin una gran ovación final de la grada del Conseco Fieldhouse. El siguiente rival para Detroit sería el primer clasificado Miami Heat junto con su estrella Shaquille O'Neal. Después de ganar el primer partido, cayeron 2-1 después de tres partidos y 3-2 después de cinco, pero ganaron el sexto partido en su casa. En el séptimo y último partido, Detroit rompió todos los pronósticos ganando a los Heat en el AmericanAirlines Arena y de esta forma avanzaron hasta las Finales de la NBA por segundo años consecutivo.

## Resumen de los partidos

### Partido 1
| 9 de junio                   | Detroit Pistons | 69–84                                 | San Antonio Spurs                                                                                | |  |  |
| 8:00 p. m. EST               | Parciales: 20-17, 17-18, 14-20, 18-29                                                                                | Parciales: 20-17, 17-18, 14-20, 18-29 | Parciales: 20-17, 17-18, 14-20, 18-29                                                            | |  |  |
|                              | Estadísticas Billups 25; Hamilton 14; Prince 11 B. Wallace 8; R. Wallace 7 Billups 6; Prince 4 Tapones: R. Wallace 6 | Recap Pts Reb Asts Otros              | Estadísticas Ginóbili 26; Duncan 24; Parker 15 Duncan 17; Ginóbili 9; Parker 3; Horry 3; Bowen 2 | Pabellón: SBC Center San Antonio, Texas Asistencia: 18,797 espectadores Árbitros: - Mike Callahan - Ron Garretson - Steve Javie Televisión: ABC |  |  |
| Spurs lideraba la serie, 1-0 | |                                       |                                                                                                  | |  |  |
|                              | |                                       |                                                                                                  | |  |  |

Manu Ginóbili fue por mucho considerada la estrella de la noche, con un gran rendimiento que al final del partido llevó a los Spurs a la primera victoria. Ginóbili anotó 15 de sus 26 puntos en el último cuarto complementado con un gran partido de Tim Duncan.
Ginóbili, famoso All-Star argentino, ahora con 4 anillos NBA, una Euroliga y una medalla de oro en los juegos Olímpicos (el único jugador de la historia con estas tres), tuvo que trabajar para ganar el que sería su segundo título NBA. Anotó ocho puntos en un decisivo parcial 12-2, que puso a los Spurs arriba 67-55, seguirían apretando a los Pistons y a falta de dos minutos el marcador era de 81-67.
Después de haber tenido una semana de descanso, los Spurs se mostraron débiles. Sin embargo, con su defensa eran capaces de superar la adversidad. Tim Duncan anotó 24 puntos y 17 rebotes fue la referencia en ataque. Aunque los Pistons intentaron responder al final del partido, San Antonio realizó un gran cuarto para tomar el liderazgo en las series.

### Partido 2
| 12 de junio                   | Detroit Pistons | 76–97                                 | San Antonio Spurs                                                                                                | |  |  |
| 8:00 p. m. EST                | Parciales: 19-30, 23-28, 21-21, 13-18                                                                                  | Parciales: 19-30, 23-28, 21-21, 13-18 | Parciales: 19-30, 23-28, 21-21, 13-18                                                                            | |  |  |
|                               | Estadísticas McDyess 15; Hamilton 14; Billups 13 B. Wallace 8; R. Wallace 8; Hamilton 7 R. Wallace 4; Otros tres con 3 | Recap Pts Reb Asts                    | Estadísticas Ginóbili 27; Duncan 18; Bowen 12 Duncan 11; Horry 6; Ginóbili 7; Horry 5; Barry 5 Tapones: Duncan 4 | Pabellón: SBC Center San Antonio, Texas Asistencia: 18,797 espectadores Árbitros: - Dan Crawford - Bernie Fryer - Jack Nies Televisión: ABC |  |  |
| Spurs lideraban la serie, 2-0 | |                                       | | |  |  |
|                               | |                                       | | |  |  |

Antes de comenzar el partido, parecía que los fuertes Pistons, que sobrevivieron a dos partidos de eliminación ante Miami en las Finales del Este, volverían a rehacerse y serían un nuevo reto para los Spurs. Sin embargo, fueron los Spurs los que no cederían ningún partido en casa. San Antonio fue el dueño y señor del segundo partido consiguiendo llegar a Detroit con un 2 a 0.  
Spurs tomó ventaja gracias a errores poco comunes en Detroit, entre los cuales se incluyó nueve tiros fallados a un metro del aro. Mientras los Pistons se quedaban congelados detrás de la línea de tres, no consiguiendo anotar ni un triple, los Spurs conseguirían 11, cuatro de ellos de Manu Ginóbili y Bruce Bowen, que no anotó ningún punto en el partido 1. Ginóbili acabó el partido con 27 puntos, mientras Tim Duncan registró 18 puntos y 11 rebotes. Antonio McDyess fue el máximo anotador de Detroit, con 15 puntos, saliendo desde el banquillo.
El 2-0 ponía en problemas a Detroit, además la historia no se ponía de su parte ya que de 153 veces en las que un equipo con ventaja de campo ganaba 2-0 en la serie, solo siete de ellas el otro pudo remontar la serie.

### Partido 3
| 14 de junio                  | San Antonio Spurs                                                                              | 79–96                                 | Detroit Pistons                                                                                          | |  |  |
| 9:00 p. m.                   | Parciales: 27-21, 15-20, 23-29, 14-26                                                          | Parciales: 27-21, 15-20, 23-29, 14-26 | Parciales: 27-21, 15-20, 23-29, 14-26                                                                    | |  |  |
|                              | Estadísticas Parker 21; Duncan 14; Bowen 13 Duncan 10; Mohammed 7; Horry 5 Parker 4; Duncan 4; | Recap Pts Reb Asts                    | Estadísticas Hamilton 24; Billups 20; B. Wallace 11; McDyess 9 Billups 7; Prince 5 Tapones: B. Wallace 5 | Pabellón: The Palace of Auburn Hills Detroit Asistencia: 22,076 espectadores Árbitros: - Joe Crawford - Bob Delaney - Bennett Salvatore Televisión: ABC |  |  |
| Spurs lideraba la serie, 2-1 |                                                                                                |                                       | | |  |  |
|                              |                                                                                                |                                       | | |  |  |

De vuelta a Detroit, los Pistons tenían como objetivo remontar el déficit aprovechando los dos siguientes partidos en casa. 
En el pasado, solo dos equipos de la NBA habían conseguidor remontar unas finales perdiendo 2-0; Boston Celtics lo hizo en las Finales de 1969 y Portland Trail Blazers en las Finales de 1977; sin embargo el siguiente año, Miami Heat remontaría a Dallas Mavericks en las Finales de 2006.
A pesar de todo, los Pistons siguieron adelante, en el tercer cuarto consiguieron dos robos claves y dos contraataques, y en el último consiguieron ganar de +12.
Cuando el partido terminó, y el marcador (96-79) final apareció en las pantallas, muchos fanes de los Pistons, lo celebraron creyendo que era posible la remontada. Esta fue la primera vez que los Spurs permitirían a su rival anotar más de 90 puntos en un partido de Finales de la NBA.

### Partido 4
| 16 de junio                  | San Antonio Spurs                                                                                  | 71–102                                | Detroit Pistons                                                                                  | |  |  |
| 9:00 p. m.                   | Parciales: 17-23, 19-28, 21-23, 14-28                                                              | Parciales: 17-23, 19-28, 21-23, 14-28 | Parciales: 17-23, 19-28, 21-23, 14-28                                                            | |  |  |
|                              | Estadísticas Duncan 16; Parker 12; Ginóbili 12 Duncan 16; Mohammed 5 Parker 4; Bowen 4; Ginóbili 3 | Recap Pts Reb Asts                    | Estadísticas Billups 17; Hunter 17; B. Wallace 13; Hamilton 9; R. Wallace 8 Billups 7; McDyess 5 | Pabellón: The Palace of Auburn Hills Detroit Asistencia: 22,076 espectadores Árbitros: - Dick Bavetta - Joe DeRosa - Eddie F. Rush Televisión: ABC |  |  |
| Detroit empató la serie, 2-2 | |                                       |                                                                                                  | |  |  |
|                              | |                                       |                                                                                                  | |  |  |

En este partido los Pistons dominaron a los Spurs. Los comentaristas remarcaron la tendencia de que el equipo que jugaba en casa siempre ganaba. A pesar de esto, ningún partido fue decidido por más de 15 puntos.
Siete Pistons conseguirían dobles figuras en cuanto a anotación, entre los que se encontraba Rasheed Wallace, Chauncey Billups y Ben Wallace.
El resultado fue claro desde el principio, los Pistons consiguieron establecer el récord con el menor número de pérdidas en una final, solo 4. El factor decisivo parece que fue la falta de posesión del balón para los Spurs. Esto le llevó a pocas oportunidades de anotación, y combinada con una disminución del porcentaje de anotación, los Spurs fueron capaces de anotar solo 71 puntos. Por segundo partido consecutivo los Pistons anotarían más de 90 puntos ante los Spurs. 

### Partido 5
| 19 de junio                  | San Antonio Spurs                                                                                           | 96–95 (OT)                            | Detroit Pistons                                                                             | |  |  |
| 9:00 p. m.                   | Parciales: 21-23, 21-19, 22-21, 25-26                                                                       | Parciales: 21-23, 21-19, 22-21, 25-26 | Parciales: 21-23, 21-19, 22-21, 25-26                                                       | |  |  |
|                              | Estadísticas Duncan 26; Horry 21; Ginóbili 15 Duncan 19; Horry 7; Ginóbili 6 Ginóbili 9; Parker 3; Bowen 3; | Recap Pts Reb Asts                    | Estadísticas Billups 34; Hamilton 15 B. Wallace 12; Prince 9; McDyess 6 Billups 7; Prince 3 | Pabellón: The Palace of Auburn Hills Detroit Asistencia: 22,076 espectadores Árbitros: - Mike Callahan - Ron Garretson - Steve Javie Televisión: ABC |  |  |
| Spurs lideraba la serie, 3-2 | |                                       |                                                                                             | |  |  |
|                              | |                                       |                                                                                             | |  |  |

Con los primeros cuatro partidos ganados por el equipo de casa, el quinto partido estaría igualado que era lo que todo el mundo estaba esperando, y fue uno de los partidos más memorables en la historia de las Finales.
El partido estuvo tan igualado que hubo 12 veces en las que cambió el equipo que iba ganando durante el encuentro y éste estuvo empatado hasta en 18 ocasiones. El tiempo normal de un partido no fue suficiente por lo que comenzó la prórroga. Los Pistons comenzaron ganando en los primeros minutos del tiempo extra, y parecía que tenía controlado el partido. Sin embargo, un tiro fallado con Detroit arriba y a falta de 9 segundos abrió las puertas a San Antonio. En la siguiente posesión de los Spurs, Robert Horry pasó la bola a Ginóbili, que se la devolvió y se encontró con espacio para tirar ganando el partido. Horry previamente ya era famoso por su canasta en el cuarto partido de las Finales de la Conferencia Este de 2002, entre los Lakers y los Kings.
Horry anotó 5 de 6 en tiros de tres, incluyendo el ganador, y anotó 21 puntos saliendo desde el banquillo, después de no anotar hasta la última jugada del último cuarto. Llevó al equip en las partes finales del encuentro y sus compañeros lucharon contra los nervios para conseguir la primera victoria fuera de casa. Además del triple final, Horry hizo un mate espectalcuar con la mano izquierda cuando la posesión estaba a punto de acabar, este fue uno de los mejores momentos de la serie. Horry era el jugador con más campeonatos NBA en activo con un total de 5, e iba a por el sexto.
Tim Duncan acabó con 26 puntos y 19 rebotes para los Spurs. Chauncey Billups fue el mejor anotador en los Pistons, acabando con 34 puntos.

### Partido 6
| 21 de junio                  | Detroit Pistons                                                                                           | 95–86                                 | San Antonio Spurs                                                                                      | |  |  |
| 8:00 p. m. EST               | Parciales: 21-23, 21-19, 22-21, 25-26                                                                     | Parciales: 21-23, 21-19, 22-21, 25-26 | Parciales: 21-23, 21-19, 22-21, 25-26                                                                  | |  |  |
|                              | Estadísticas Hamilton 23; Billups 21; R. Wallace 16 B. Wallace 9; Prince 7; Billups 6 Billups 6; Prince 4 | Recap Pts Reb Asts                    | Estadísticas Ginóbili 21; Duncan 21; Parker 15 Duncan 15; Ginóbili 10; Mohammed 8 Parker 5; Ginóbili 3 | Pabellón: SBC Center San Antonio, Texas Asistencia: 18,797 espectadores Árbitros: - Dan Crawford - Bernie Fryer - Bennett Salvatore Televisión: ABC |  |  |
| Detroit empató la serie, 3-3 | |                                       | | |  |  |
|                              | |                                       | | |  |  |

El sexto partido estuvo muy ajustado, los equipos no conseguían estar arriba en el marcador durante mucho tiempo ya que la ventaja fluctuaba entre ellos. De nuevo, las estrellas de ambos equipos jugaron grandes partidos. Detroit tiró del partido ganando 80-73 a falta de cinco minutos, pero los Spurs continuaron luchando.
Rasheed Wallace machacó a San Antonio desde la línea de tres con una gran aportación, llevando a los Pistons a un séptimo y definitivo partido. Sin embargo, muchos tiros libres Pistons fueron necesarios en los momentos finales del partido para vencer.
Rasheed Wallace realizó un gran partido compensando los errores que había cometido dejando libre a Horry en el quinto partido. A pesar del hecho de que su error final le costaría el campeonato a los Pistons, Wallace se sentía indiferente ante esta jugada, incluso diciendo incorrectamente que dejó a Horry para defender a Duncan.
Billups y Prince lideraron a los Pistons con firmeza, sin flaquear en defensa, que era la clave, como ellos decían a menudo, para conseguir la victoria. Aunque Duncan y Ginóbili acabaron con 21 puntos cada uno, no fueron capaces de meter miedo a unos defensivamente fuertes Pistons. De este modo Detroit ganaría el quinto partido de eliminación que se le presentó. Los Pistons serían el primer equipo visitante que forzaría un séptimo partido en las Finales de la NBA.

### Partido 7
| 23 de junio              | Detroit Pistons                                                                                               | 74–81                                 | San Antonio Spurs                                                                                    | |  |  |
| 8:00 p. m. EST           | Parciales: 23-23, 23-24, 25-20, 24-19                                                                         | Parciales: 23-23, 23-24, 25-20, 24-19 | Parciales: 23-23, 23-24, 25-20, 24-19                                                                | |  |  |
|                          | Estadísticas Hamilton 15; Billups 13; B. Wallace 12 B. Wallace 12; Hamilton 8; McDyess 7 Billups 8; McDyess 2 | Recap Pts Reb Asts                    | Estadísticas Duncan 25; Ginóbili 23; Horry 15 Duncan 11; Mohammed 7; Ginóbili 5 Ginóbili 4; Duncan 3 | Pabellón: SBC Center San Antonio, Texas Asistencia: 18,797 espectadores Árbitros: - Dick Bavetta - Joe Crawford - Eddie F. Rush Televisión: ABC |  |  |
| Spurs ganó la serie, 4-3 | |                                       | | |  |  |
|                          | |                                       | | |  |  |

Por primera vez en once años, las Finales de la NBA albergarían un séptimo y definitivo partido. Detroit se encontraba en su mejor momento, pero los Spurs poseían la ventaja de campo. Si Pistons ganaba se convertiría en el primer equipo en ganar los dos últimos partidos fuera de cada, después de ir perdiendo 3-2. Las estadísticas, estaban a favor de los Spurs. Los equipos de la NBA están 74-17 (Partidos ganados en casa-Partidos ganados fuera) en el partido 7, y 9-0 cuando el equipo que lidera juega en casa.
El partido, al igual que los dos anteriores de la serie, supuso una dura lucha durante los tres primeros cuartos. Pero los Spurs tomaron el control en el último cuarto y nunca miraron hacia atrás por segunda vez en tres años, los Spurs celebraron el campeonato en el SBC Center. El marcador finalizó en 81-74, consiguiendo el tercer campeonato Larry O'Brien de la franquicia. En el partido, Tim Duncan acabó con un máximo de 25 puntos y 11 rebotes, mientras que su compañero Manu Ginóbili alcanzó los 23 puntos. Richard Hamilton, con 15 puntos, fue el máximo anotador de los Pistons.
Tim Duncan ganó su tercer MVP de las Finales. Manu Ginóbili, Tony Parker, y Bruce Bowen recibieron cada uno su segundo anillo de campeón, mientras que Robert Horry conseguiría ser el segundo jugador de la historia de la NBA (el primero fue John Salley) en ganar tres campeonatos con distintas franquicias.